# Donja Zleginja
Donja Zleginja (izvirno srbsko Доња Злегиња) je naselje v Srbiji, ki upravno spada pod Občino Aleksandrovac; slednja pa je del Rasinskega upravnega okraja.

## Demografija
V naselju živi 253 polnoletnih prebivalcev, pri čemer je njihova povprečna starost 48,8 let (46,8 pri moških in 51,1 pri ženskah). Naselje ima 97 gospodinjstev, pri čemer je povprečno število članov na gospodinjstvo 3,05.
|  |

| Demografija | Demografija     | Demografija     |
| Leto        | Št. prebivalcev | Št. prebivalcev |
| ----------- | --------------- | --------------- |
|             |                 |                 |
|             |                 |                 |
|             |                 |                 |
|             |                 |                 |
| 1948        | 555             |                 |
| 1953        | 588             |                 |
| 1961        | 569             |                 |
| 1971        | 503             |                 |
| 1981        | 430             |                 |
| 1991        | 392             | 380             |
| 2002        | 302             | 296             |
|             |                 |                 |

| Etnična sestava po popisu iz leta 2002 | Etnična sestava po popisu iz leta 2002 | Etnična sestava po popisu iz leta 2002 | Etnična sestava po popisu iz leta 2002 | Etnična sestava po popisu iz leta 2002 |
| -------------------------------------- | -------------------------------------- | -------------------------------------- | -------------------------------------- | -------------------------------------- |
| Srbi                                   | Srbi                                   |                                        | 293                                    | 98,98%                                 |
| Neznano                                | Neznano                                |                                        | 3                                      | 1,01%                                  |